# ワイルドウォーター
ワイルドウォーターは、川の一定区間をいかに早く漕ぎ下れるかのタイムを競うカヌーの競技の一つ。’’wildwater’’は急流、激流の意味。

## 概要
スラロームと違い、区間内はどこを通ってもよい。
使用される艇は専用の舟で、ワイルドウォーター艇と呼ばれる。直進性とスピードに主眼をおいてデザインされており、未経験者が容易に乗りこなせる艇ではない。
種別は、カヤック1人乗り、カナディアンカヌー1人乗りおよび2人乗りと分かれる。また、距離によってスプリント、クラシックに分かれる。